# L&M
L&M é uma marca de cigarros pertencente ao Altria Group Inc., um grande conglomerado de empresas baseado nos Estados Unidos da América.É a terceira marca de tabaco mais vendida do mundo, com um valor global de 6869 milhões de dólares.